# آخری نواس
آخری نواس کوهی در ۶ کیلومتری جنوب شرقی فیروزکوه واقع در شهرستان فیروزکوه در استان تهران می‌باشد. ارتفاع این کوه ۲۷۱۰ متر است. کوه آخری نواس در شمال روستای پیرده واقع شده است. این کوه سرچشمه رودخانه درده است.